# Louis Daquin
Louis Daquin (Calais, 20 mei 1908 - Parijs, 2 oktober 1980) was een Frans filmregisseur en scenarioschrijver. Hij stond bekend als een zeer geëngageerde cineast.

## Leven en werk

### Opleiding en eerste jobs
Louis Daquin studeerde rechten en behaalde ook een diploma aan de École des hautes études commerciales de Paris. Hij was eerst een tijd werkzaam als journalist en op de publiciteitsredactie van Renault. Hij schreef ook enkele toneelstukken. 

### Regiedebuut in de filmwereld
Hij kwam in de filmwereld terecht als regieassistent van onder meer Pierre Chenal en Jean Grémillon. Na een samenwerking met de Duitse cineast Gerhard Lamprecht voor Le Joueur (1938), de verfilming van de gelijknamige roman van Dostojevski, debuteerde hij in 1941 met de dramatische komedie Nous les gosses. Voor het scenario werkte hij samen met Marcel Aymé die ook de scenario's voor zijn twee volgende films zou verzorgen.
Tijdens de Tweede Wereldoorlog tekende hij onder meer voor twee literaire verfilmingen : Le Voyageur de la Toussaint (1943), naar de gelijknamige roman van Georges Simenon en Premier de cordée (1944), naar de gelijknamige roman van Roger Frison-Roche. Vlak na de oorlog vertelde hij met de film met de veelzeggende titel Patrie het verhaal van het Vlaamse volk dat in de 16e eeuw in opstand kwam tegen de Spaanse bezetter.

### 1946-1950: communistisch engagement in documentaires
In die tijd werd hij hoofd van het Comité de libération du cinéma. Hij begon geleidelijk aan meer het accent te leggen op het draaien van documentaires die het algemeen belang aangingen. In opdracht van de Franse Communistische Partij verwezenlijkte hij korte documentaires. Zo bracht de propagandafilm Nous continuons la France (1946) een patriottische geschiedenis van Frankrijk in beeld. De propagandafilm Les Lendemains qui chantent (1946) was bedoeld om de communistische kandidaten bij de wetgevende verkiezingen van 1946 te ondersteunen. La Grande Lutte des mineurs (1948) werd gedraaid naar aanleiding van de bittere mijnwerkersstaking van eind 1948 en riep op tot solidariteit. La Bataille de la vie (1949) werd gerealiseerd om het eerste Congrès mondial des partisans de la paix van 1949 een duw in de rug te geven. Al deze militante documentaires ondervonden problemen met de censuur of werden ronduit verboden. Hommage à Lénine (1950) ten slotte was het verslag van een communistische meeting waar naar aanleiding van de 26e verjaardag van het overlijden van Lenin de beginselverklaringen van de partij weer in de verf gezet werden.

### De jaren vijftig: literatuurverfilmingen en censuur
Het mijnwerkersdrama Le Point du jour (1949) vond haar oorsprong in zijn documentaire La Grande Lutte des mineurs. Die film betekende ook het filmdebuut van Michel Piccoli. Daarna realiseerde hij nog enkele literatuurverfilmingen naar werk van Gaston Leroux (Le Parfum de la dame en noir, 1949), Jan de Hartog (Maître après Dieu, 1951) en Guy de Maupassant (Bel-Ami, 1955). 
Vanaf de jaren vijftig ondervond hij meer en meer ernstige problemen om zijn films nog gefinancierd te krijgen. Om die reden werden zijn films geproduceerd in Oostenrijk (Bel-Ami) Roemenië (Les Chardons du Baragan, 1958) en Oost-Duitsland (de Balzac-verfilming La Rabouilleuse, 1959).

### Latere carrière
In 1963 sloot Daquin zijn carrière als filmregisseur luchtig af met de komedie La Foire aux cancres, een sketchenfilm naar de gelijknamige roman van humorist Jean-Charles. Hij beëindigde zijn loopbaan als studiedirecteur van het IDHEC (Institut des hautes études cinématographiques). 
Louis Daquin overleed in 1980 op 72-jarige leeftijd.

## Filmografie

### Regisseur
- 1938 - Le Joueur, regie samen met Gerhard Lamprecht
- 1941 - Nous les gosses
- 1943 - Le Voyageur de la Toussaint
- 1943 - Madame et le Mort
- 1944 - Premier de cordée
- 1946 - Nous continuons la France
- 1946 - Les Lendemains qui chantent
- 1946 - Patrie
- 1948 - La Grande Lutte des mineurs
- 1948 - Les Frères Bouquinquant
- 1949 - Le Point du jour
- 1949 - La Bataille de la vie
- 1949 - Le Parfum de la dame en noir
- 1950 - Hommage à Lénine
- 1951 - Maître après Dieu
- 1955 - Bel-Ami
- 1958 - Les Chardons du Baragan (Roemeense titel : Ciulinii Baraganului)
- 1959 - La Rabouilleuse (Duitse titel : Die im trüben Fischen)
- 1963 - La Foire aux cancres
- 1969 - Café du square (televisieserie)

### Scenarist
- 1948 - Les Frères Bouquinquant
- 1949 - Le Point du jour
- 1955 - Bel-Ami
- 1958 - Les Chardons du Baragan (Ciulinii Baraganului)
- 1959 - Les Arrivistes

### Acteur
- 1937 - L'Homme de nulle part (Pierre Chenal)
- 1938 - Le Joueur (Louis Daquin en Gerhard Lamprecht)
- 1949 - Le Point du jour (Louis Daquin)
- 1969 - Café du square van Louis Daquin) (televisieserie)
- 1971 - Meurtre à Ibiza (Léa l'hiver) (Marc Monnet)
- 1975 - Section spéciale (Costa-Gavras)
- 1978 - En l'autre bord (Jérôme Kanapa)
- 1978 - La Tortue sur le dos (Luc Béraud) (de verteller)
- 1978 - Mais où est donc Ornicar (Bertrand Van Effenterre)

### Producent
- 1936 - Un grand amour de Beethoven (Abel Gance)
- 1939 - La Tradition de minuit (Roger Richebé)
- 1965 - Paris brûle-t-il? (René Clément)
- 1967 - Un homme de trop (Costa-Gavras)
- 1969 - Dernier Domicile connu (José Giovanni)

## Theater

### Dramaturg
- 1932 - Pat
- 1934 - Les Crapauds

### Regisseur
- 1952 - Le Colonel Foster plaidera coupable (Roger Vailland)